# Hortipes klumpkeae
Hortipes klumpkeae là một loài nhện trong họ Corinnidae.
Loài này thuộc chi Hortipes. Hortipes klumpkeae được miêu tả năm 2000 bởi Bosselaers & Rudy Jocqué.